# T.A.T.u. PARAGATE
『t.A.T.u. PARAGATE』（タトゥー・パラゲート）は、2004年に公開される予定だった日本・ロシア合作のアニメーション映画作品である。

## 概要
t.A.T.u.をモチーフとした企画であり、総製作費は5億円とされ、t.A.T.u.の2人が作中に実写で登場することも検討したと報道された。
2004年11月に日本・アメリカ・ロシアでの同時公開が予定されていた。
2003年12月3日にプレスリリースが発表され、12月8日に公式サイトが公開された。2003年12月28日から30日までの3日間、東京国際展示場で開催されたコミックマーケット65の企業ブースに、「t.A.T.u. PARAGATE（imove）」として出展していた。
2004年、本作の「原作」に予定されていたイワン・シャポワロフがt.A.T.u.プロジェクトから解雇された。
その後、映画制作の話は自然消滅し、2005年には公式サイトも閉鎖された。

## 予定されていたストーリー
奇妙な異世界で運命の再会を果たしたジュリアとレーナ。
相手を信頼し、共に戦うことを誓う二人の前に、次元を超える扉「パラゲート」が開き、世界の運命が大きく動き始める。

## 予定されていたスタッフ
- 原作・脚本：アイムーブ[5]・イワン・シャポワロフ
- 脚本：新城カズマ[5]
- 総監督：鹿島典夫[5]
- 監督：工藤進[5]
- キャラクターデザイン・作画監督：伊藤岳史[5]
- OP演出：渡辺信一郎
- アニメーション製作：東映アニメーション・アイムーブ